# Sallagriffon
Sallagriffon é uma comuna francesa na região administrativa da Provença-Alpes-Costa Azul, no departamento Alpes Marítimos. Estende-se por uma área de 9,59 km², com 54 habitantes, segundo os censos de 1999, com uma densidade de 5 hab/km².